# Село гори, а баба се чешља
Село гори, а баба се чешља је српска хумористичка ТВ серија творца Радоша Бајића. Приказивала се од 17. марта 2007. до 7. јануара 2017. на РТС-у.
Главни лик серије је сељак Радашин, који је представљен као домаћин, Моравац, који приповеда о времену у ком живи и недаћама које му је оно донело. Радош Бајић је о својој серији рекао: „Филм и ТВ серија Село гори а баба се чешља је сага о савременом српском селу, поетска прича о растакању села, о кућним огњиштима у којима се поново пале ватре. У средишту збивања су мали а велики људи — сељаци, јунаци серије, они људи који прво плате порез и струју држави.”
Серија је снимана у селима Кукљин, Богдање, околини Крагујевца и Трстенику. Измишљено село „Петловац“ у ствари су села Кукљин (насељено место града Крушевца, поред Западне Мораве) и Богдање (село надомак Трстеника). У селу Кукљин се налази Радашинова кућа и кафана Џаме и Јакоја, док се у селу Богдање налази кућа од Смиљане, Драгојла и пријатеља Митра. Серијa је брзо стекла велику популарност међу гледаоцима.
Током 2016. снимљена је шеста сезона са дванаест нових епизода, које су премијерно емитоване јесени 2016. на РТС-у. Иако је 89. епизода, на крају пете сезоне, имала графику на којој је писало „крај серије”, сценариста и редитељ је након неколико година одлучио да настави пројекат. Новим епизодама из шесте сезоне претходио је филм Браћа по бабине линије који је премијерно приказан 16. марта 2016.

## Радња
Главни јунак је сељак Радашин (Радош Бајић), који прича причу о својој породици, времену и селу у коме живи, и сељацима са којима проводи дане. Време проводи са Драгојлом (Мирко Бабић), Жотом (Драган Николић), Милашином (Милорад Мандић Манда), и Сином Драганом (Ненад Окановић).
Радашинову породицу, о чијој судбини он воли да прича и размишља, чине жена Радојка (Љиљана Стјепановић), син Радослав (Недељко Бајић), са снајом из Шведске Ингрид (Ана Сакић) и унуком Томасом, односно Томом (Милош Станојевић), и ћерка Милона (Мариана Аранђеловић) са зетом Раденком (Фуад Табучић) и унуцима Милицом (Ксенија Репић) и Милутином (Братислав Чеперковић).
Место радње је смештено у измишљено село Петловац, на Морави, између Крушевца и Трстеника.

## Улоге

### Главне
| Лик                  | Глумац               | Главни | Епизодни |
| -------------------- | -------------------- | ------ | -------- |
| Радашин Раковић      | Радош Бајић          | С1-6   | -        |
| Радојка Раковић      | Љиљана Стјепановић   | С1-6   | -        |
| Милашин Раковић      | Милорад Мандић Манда | С1-6   | -        |
| Златана Раковић      | Олга Одановић        | С1-6   | -        |
| Син Драган Раковић   | Ненад Окановић       | С1-6   | -        |
| Драгојло Ковач-Перић | Мирко Бабић          | С1-6   | -        |

- Радашин Раковић (Радош Бајић) - Глава једног дела породице Раковић и Милашинов брат
- Радојка Раковић (Љиљана Стјепановић) - Радашинова жена
- Милашин "Миле" Раковић (Милорад Мандић Манда) - Глава другог дела породице Раковић и Радашинов брат
- Златана Раковић (Олга Одановић) - Милашинова жена
- "Син" Драган Раковић (Ненад Окановић) - Радашинов синовац, син Милашина и Златане
- Драгојло Ковач-Перић (Мирко Бабић) - Радашинов и Милашинов најбољи пријатељ, самац

### Епизодне
- Живојин Жота Јотић (Драган Николић) - Сељак из измишљеног села Петловац, Радашинов, Милашинов и Драгојлов пријатељ
- Велибор Станић (Драган Николић) - Судија у пензији, Смиљанин муж
- Смиљана Јотић (Нада Блам) - Жотина (а касније и судијина) жена
- Радослав Раковић (Недељко Бајић) - Радашинов син и Томин отац
- Милона Раковић-Мачкат (Мариана Аранђеловић) - Радашинова ћерка (сезоне 1-3, 5-6)
- Ингрид Ливингстон-Раковић (Ана Сакић) - Радослављева прва жена и Томасова мајка (сезоне 1-5)
- Ивана Зафрахановски-Раковић (Марија Петронијевић) - Радослављева друга жена (сезоне 2, 4-6)
- Раденко Мачкат (Фуад Табучић) - Радашинов зет Милонин муж (сезоне 1-3, 5-6)
- Димче (Мето Јовановски) - Радашинов прика (сезоне 3-5)
- Томас (Тома) Раковић (Милош Станојевић/Лука Рашковић) - Радашинов унук (сезоне 1-4, 6)
- Милутин Мачкат (Братислав Чеперковић/Андреј Табучић) - Радашинов унук (сезоне 1-2, 6)
- Милица Мачкат (Ксенија Репић) - Радашинова унука (сезоне 1-2, 5)
- Јелена Раковић (Даница Тодоровић) - Милашинова снаја (сезоне 4-6)
- Мирољуб Трошић Ђода (Мирољуб Трошић) - сеоска дангуба добре душе
- Богољуб Џамић Џама (Светислав Гонцић) - власник кафане, преварант
- Јакоје (Никола Џамић) - Џамин помоћник
- Петројка Жунић (Тијана Вучетић) - Живкина и Митрова ћерка
- Живка Жунић (Рада Ђуричин) -  Петројкина мајка, Митрова супруга
- Митар Жунић (Милија Вуковић) -  Петројкин отац, Живкин супруг

## Епизоде
| Сезона | Сезона   | Епизоде  | Епизоде  | Оригинално емитовање | Оригинално емитовање |
| Сезона | Сезона   | Епизоде  | Епизоде  | Премијера            | Финале               |
| ------ | -------- | -------- | -------- | -------------------- | -------------------- |
|        | 1.       | 4        | 4        | 10. март 2007.       | 31. март 2007.       |
|        | 2.       | 20       | 20       | 19. јануар 2008.     | 31. мај 2008.        |
|        | 3.       | 26       | 26       | 20. децембар 2008.   | 20. јун 2009.        |
|        | 4.       | 17       | 17       | 31. децембар 2009.   | 8. мај 2010.         |
|        | 5.       | 22       | 22       | 6. новембар 2010.    | 2. април 2011.       |
|        | Специјал | Специјал | Специјал | 3. април 2011.       | 3. април 2011.       |
|        | 6.       | 12       | 12       | 15. октобар 2016.    | 7. јануар 2017.      |

## Награде
- Награду за најбољи Глумачки пар године по избору читалаца ТВ Новости су добили Љиљана Стјепановић за улогу Радојке и Радош Бајић за улогу Радашина на 43. Филмским сусретима у Нишу 2008. године.
- Награду привредне коморе Србије - Менаџер године за филмску и телевизијску продукцију добио је Радош Бајић 2009. године.
- Награда Компаније Новости за најбољу телевизијску серију у 2008, 2009. године.
- Статуета Јоаким Вујић - Мирку Бабићу за улогу Драгојла 2009. године.
- Оскар популарности за најгледанију телевизијску серију у 2008. добила је 2009. године.
- Награда за животно дело на фестивалу сатире и карикатуре - Радош Бајић 2009. године.
- Награда за животно дело на фестивалу Нушићеви дани у Смедереву - Љиљана Стјепановић 2009. године.
- Награда Компаније Новости за најбољу телевизијску серију у 2008.
- Награду за најбољи Глумачки пар године по избору читалаца ТВ Новости су добили Љиљана Стјепановић за улогу Радојке и Радош Бајић за улогу Радашина на 46. Филмским сусретима у Нишу 2011. године.
- Награда Златна антена за најгледанију ТВ серију од када се мери гледаност, на другом Фестивалу домаћих играних серија ФЕДИС 2012. године

## Занимљивости
- Ентеријер Смиљанине куће је у ствари кућа Радоша Бајића, у приватном животу.[тражи се извор]
- Улога Милашин била је писана за Марка Николића, али је он одбио ту улогу из непознатих разлога и онда је та улога припала Милораду Мандићу - Манди.[2]
- Богдан Диклић, требао је да одигра улогу Жоте, а касније и судије Велибора, али је и он такође одбио да игра у серији, али на крају је припала Драгану - Гаги Николићу.[2]
- Лазар Ристовски прво уопште није хтео да игра у серији, иако га Радош Бајић звао неколико пута, ипак на крају је замолио Радоша Бајића, да му напише улогу када је видео да серија не изгледа лоше.[2]
- Улога Драгојла коју је тумачио легендарни Мирко Бабић, била је писана за Николу Симића, али је он одбио ту улогу из непознатих разлога. На крају се испоставила да је улога Драгојла, донела велику популарности широм Србије и Европе, Мирку Бабићу.
- Серија је, осим у Србији, емитована и у Македонији, Босни и Херцеговини, Хрватској као и у покрајини Косова и Метохије.[3]